# 卡頓城 (新墨西哥州)
卡頓城（英語：Cotton City）是位於美國新墨西哥州伊達爾戈縣的普查規定居民點。

## 人口
根據2020年美國人口普查的數據，卡頓城的面積為66.87平方千米，皆為陸地。當地共有人口266人，而人口密度為每平方千米3.98人。